# Хлопчик, який витягує скалку
«Хлопчик, який витягує скалку» (італ. Lo Spinario) — статуя часів ранньої Римської імперії. Знаходиться в Римі у Капітолійському музеї. Виготовлена з бронзи. Унікальність статуї в тому, що вона була відома ще у часи Середньовіччя. Рабин Веніамін Тудельський у XII столітті захоплювався нею перед Латеранським палацом. У Палаццо дей-Консерваторі її звелів перенести папа Сікст IV. На зорі Відродження її багато копіювали: одну копію замовила для себе Ізабелла д'Есте, інша (у натуральну величину) була вилита Антонелло Гаджина для фонтану в Мессіні. Якопо Сансовіно повторив скульптуру для Франциска I; посередником при даруванні виступив Бенвенуто Челліні. Гіпсові зліпки поширилися по всій Європі; один з них зображено на натюрморті «малого голландця» Пітера Класа. У XVIII столітті її називали «Вірний» (Il Fedele), пов'язуючи статую з історією про хлопчика, який дістав з ноги скалку не раніше, ніж доставив послання в римський Сенат. Зв'язок цього випадку зі скульптурою був спростований вже в 1704 році у творі Паоло Алессандро Маффеї Raccolta di statue antiche e moderni…
Мармуровий варіант скульптури, знайдений на Есквіліні, потрапив у колекцію Медічі і зараз виставлений в Уффіці. Ставши дуже популярний при дворі Лоренцо Медичі, він надихав не тільки Брунеллескі, але і Мазаччо. Археологічні розкопки XIX і XX століть дозволили виявити нові варіанти цієї скульптурної композиції (одна з них — у Британському музеї).

## Галерея

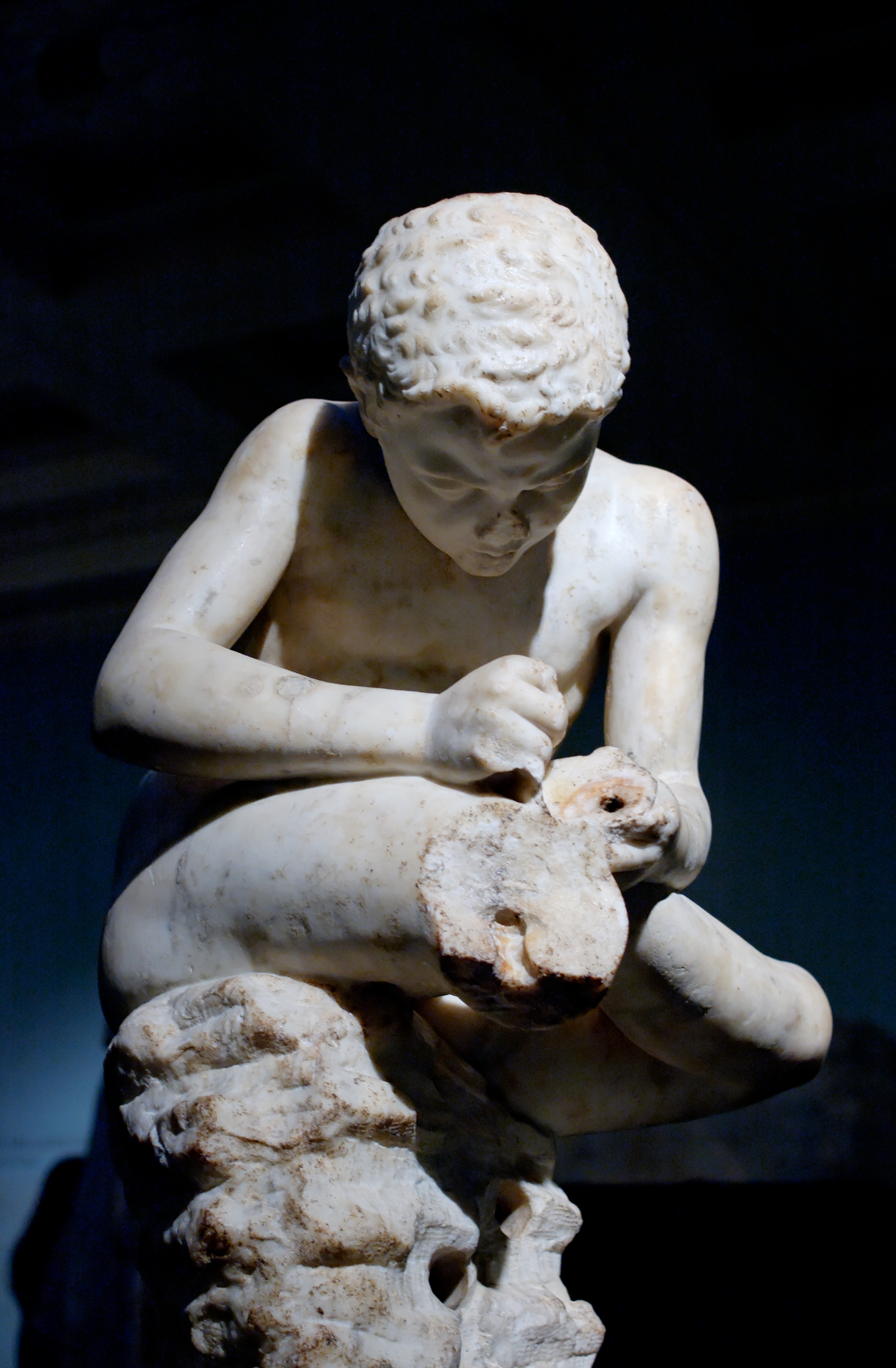
Хлопчик, який витягує скалку у Британському музеї
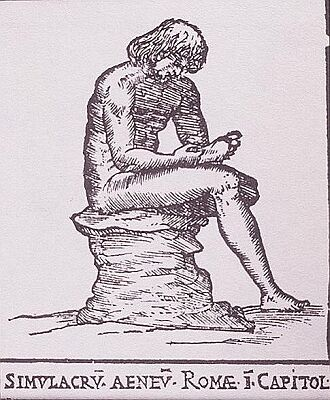
Малюнок «Хлопчик, який витягує скалку» Statuarum Antiquarum Urbis Romae, Рим, 1589
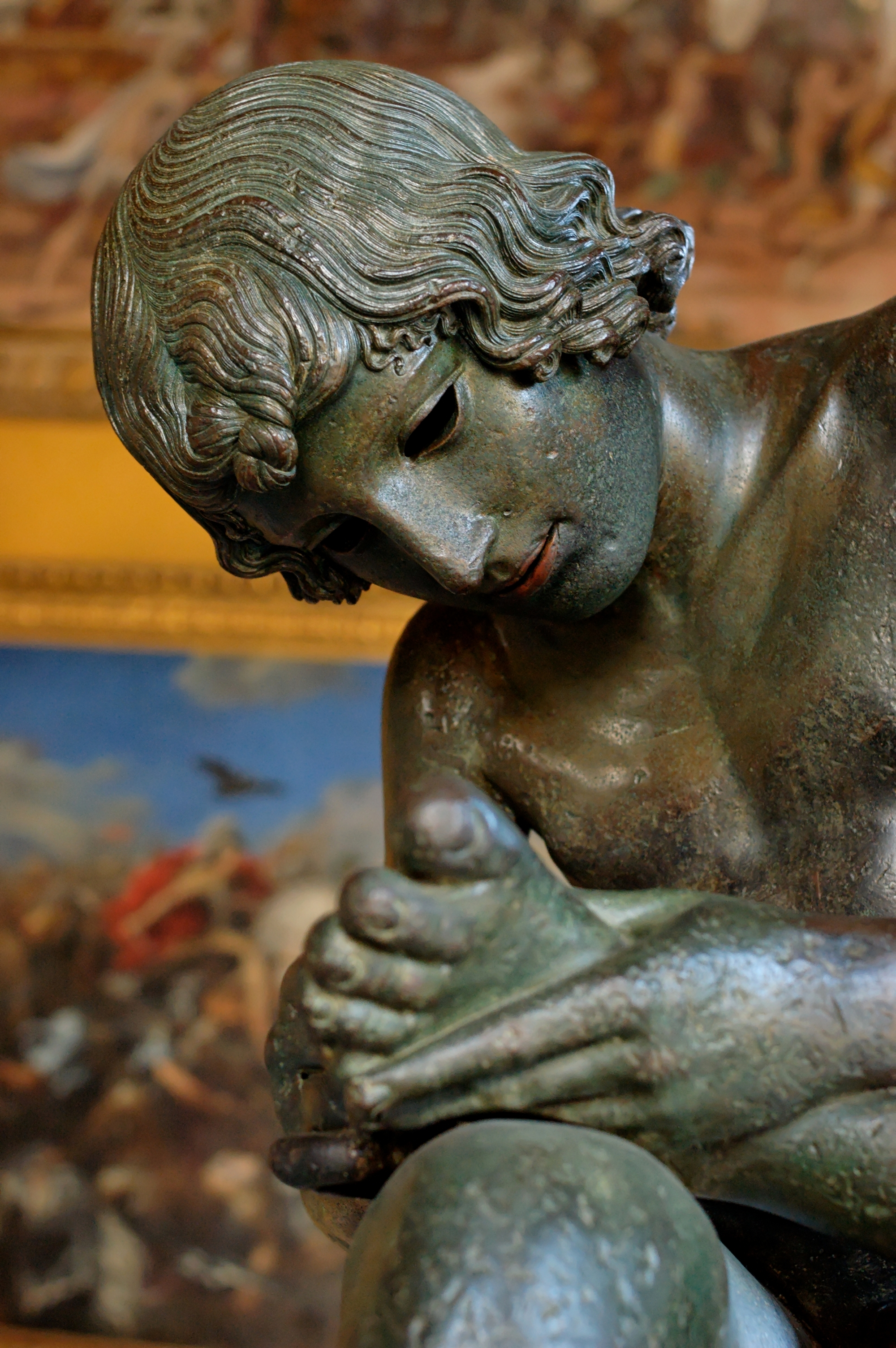
Деталь статуї у Капітолійських музеях
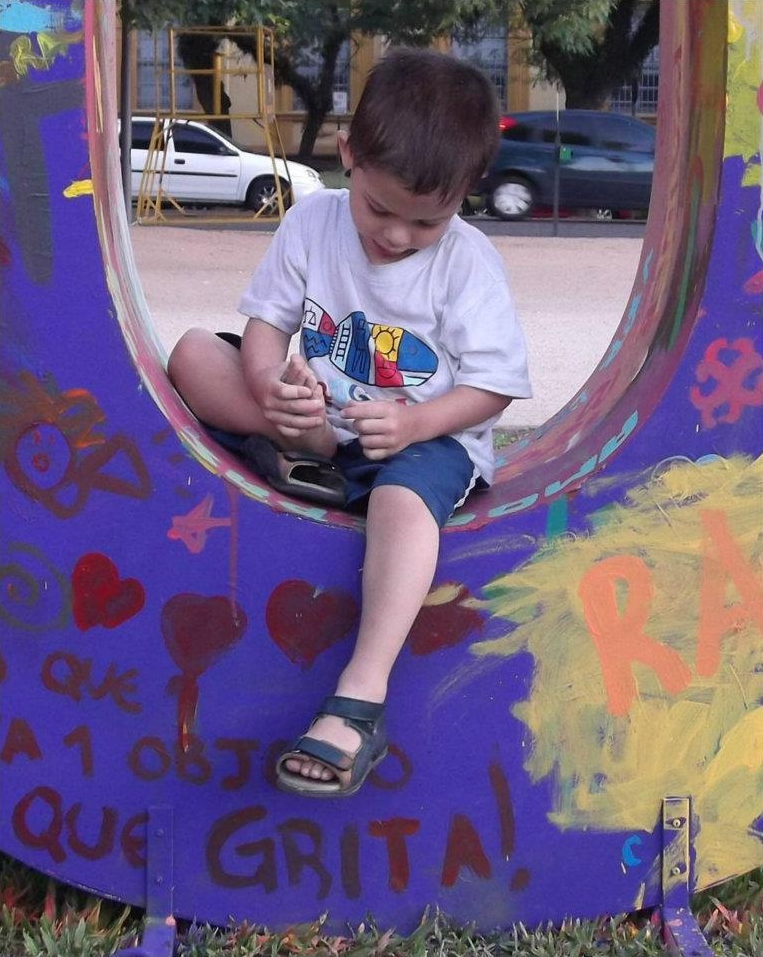
The Real Spinario